# Agglomération d'Agen
Agglomération d'Agen est une structure intercommunale
française, située dans le sud du département de Lot-et-Garonne et la région Nouvelle-Aquitaine. Elle regroupe la ville d'Agen et une partie de son aire urbaine. Elle ne doit pas être confondu avec l'unité urbaine d'Agen.

## Historique

Premier logo utilisé par la nouvelle communauté d'agglomération

Cet établissement public de coopération intercommunale est né de la fusion, le 1er janvier 2013, de la communauté d'agglomération d'Agen, de la communauté de communes du canton de Laplume-en-Bruilhois et la commune de Pont-du-Casse.
Le 1er janvier 2016, les communes de Castelculier et Saint-Pierre-de-Clairac ont rejoint la structure intercommunale, portant le nombre de communes membres à 31.
Le 1er janvier 2022, la communauté de communes Porte d'Aquitaine en Pays de Serres est dissoute et les communes sont rattachées à la communauté d'agglomération d'Agen. Le Pays de l'Agenais est dissout dans la foulée, ce dernier ayant le même périmètre.

## Territoire communautaire

### Composition
La communauté d'agglomération est composée des 44 communes suivantes :

| Nom                         | Code Insee | Gentilé          | Superficie (km2) | Population (dernière pop. légale) | Densité (hab./km2) |
| --------------------------- | ---------- | ---------------- | ---------------- | --------------------------------- | ------------------ |
| Agen (siège)                | 47001      | Agenais          | 11,49            | 32 193 (2022)                     | 2 802              |
| Astaffort                   | 47015      | Astaffortais     | 35,17            | 2 002 (2022)                      | 57                 |
| Aubiac                      | 47016      | Aubiacais        | 13,86            | 1 177 (2022)                      | 85                 |
| Bajamont                    | 47019      | Bajamontais      | 12,2             | 1 000 (2022)                      | 82                 |
| Beauville                   | 47025      | Beauvillois      | 23,17            | 552 (2022)                        | 24                 |
| Blaymont                    | 47030      | Blaymontois      | 13,56            | 215 (2022)                        | 16                 |
| Boé                         | 47031      | Boétiens         | 16,5             | 5 784 (2022)                      | 351                |
| Bon-Encontre                | 47032      | Bon-Encontrais   | 20,56            | 6 386 (2022)                      | 311                |
| Brax                        | 47040      | Braxois          | 8,8              | 2 103 (2022)                      | 239                |
| Castelculier                | 47051      | Castelfondais    | 14,95            | 2 383 (2022)                      | 159                |
| Caudecoste                  | 47060      | Caudecostois     | 17,13            | 1 133 (2022)                      | 66                 |
| Cauzac                      | 47062      |                  | 14,52            | 413 (2022)                        | 28                 |
| Colayrac-Saint-Cirq         | 47069      | Colayracais      | 21,36            | 3 106 (2022)                      | 145                |
| Cuq                         | 47076      | Cuquois          | 16,89            | 280 (2022)                        | 17                 |
| Dondas                      | 47082      | Dondassiens      | 14,37            | 216 (2022)                        | 15                 |
| Engayrac                    | 47087      | Engayracais      | 10,03            | 159 (2022)                        | 16                 |
| Estillac                    | 47091      | Estillacais      | 7,94             | 2 392 (2022)                      | 301                |
| Fals                        | 47092      | Falois           | 9,4              | 405 (2022)                        | 43                 |
| Foulayronnes                | 47100      | Foulayronnais    | 28,86            | 5 480 (2022)                      | 190                |
| Lafox                       | 47128      | Lafoxiens        | 5,23             | 1 079 (2022)                      | 206                |
| Laplume                     | 47137      | Pennaviens       | 32,64            | 1 335 (2022)                      | 41                 |
| Layrac                      | 47145      | Layracais        | 38,11            | 3 913 (2022)                      | 103                |
| Marmont-Pachas              | 47158      |                  | 7,96             | 165 (2022)                        | 21                 |
| Moirax                      | 47169      | Moiracais        | 16,2             | 1 199 (2022)                      | 74                 |
| Le Passage                  | 47201      | Passageois       | 12,89            | 9 360 (2022)                      | 726                |
| Pont-du-Casse               | 47209      | Cassipontins     | 19,1             | 4 192 (2022)                      | 219                |
| Puymirol                    | 47217      | Puymirolais      | 19,54            | 903 (2022)                        | 46                 |
| Roquefort                   | 47225      | Roquefortais     | 7,53             | 2 091 (2022)                      | 278                |
| Saint-Caprais-de-Lerm       | 47234      |                  | 13,6             | 703 (2022)                        | 52                 |
| Saint-Hilaire-de-Lusignan   | 47246      | Saint-Hilairiens | 16,77            | 1 509 (2022)                      | 90                 |
| Saint-Jean-de-Thurac        | 47248      |                  | 5,12             | 560 (2022)                        | 109                |
| Saint-Martin-de-Beauville   | 47255      |                  | 7,54             | 156 (2022)                        | 21                 |
| Saint-Maurin                | 47260      | Saint-Maurinois  | 21,74            | 383 (2022)                        | 18                 |
| Saint-Nicolas-de-la-Balerme | 47262      | Nicolaïtes       | 4,72             | 425 (2022)                        | 90                 |
| Saint-Pierre-de-Clairac     | 47269      | Pierracais       | 13,15            | 871 (2022)                        | 66                 |
| Saint-Romain-le-Noble       | 47274      | Romaintois       | 8,5              | 401 (2022)                        | 47                 |
| Saint-Sixte                 | 47279      | Saint-Sixtois    | 5,92             | 356 (2022)                        | 60                 |
| Saint-Urcisse               | 47281      | Saint-Urcissiens | 10,93            | 245 (2022)                        | 22                 |
| Sainte-Colombe-en-Bruilhois | 47238      | Sainte-Colombins | 21,15            | 1 552 (2022)                      | 73                 |
| Sauvagnas                   | 47288      |                  | 13,57            | 525 (2022)                        | 39                 |
| La Sauvetat-de-Savères      | 47289      | Savériens        | 6,86             | 482 (2022)                        | 70                 |
| Sauveterre-Saint-Denis      | 47293      |                  | 8,25             | 385 (2022)                        | 47                 |
| Sérignac-sur-Garonne        | 47300      | Sérignacais      | 8,91             | 1 178 (2022)                      | 132                |
| Tayrac                      | 47305      | Tayracais        | 12,89            | 380 (2022)                        | 29                 |

### Démographie
| 1968   | 1975   | 1982   | 1990   | 1999   | 2006   | 2011    | 2016    | 2022    |
| ------ | ------ | ------ | ------ | ------ | ------ | ------- | ------- | ------- |
| 73 262 | 76 854 | 80 529 | 86 106 | 88 858 | 97 267 | 100 294 | 101 976 | 101 727 |

### Transports

#### Transport en commun
Agglo Agen est l'autorité organisatrice du réseau de transport en commun de l'agglomération d'Agen, baptisé Tempo. La délégation de service public a été attribuée à la société Keolis jusqu'en 2018. Un nouveau réseau a été mis en place le 30 mars 2013 : Le réseau Tempo remplace le réseau Transbus.

#### Transport aérien
L'Aéroport Agen-La Garenne est situé sur les communes de Le Passage d'Agen et d'Estillac. La compagnie Chalair assure 2 vols quotidiens à destination de Paris-Orly.

#### Transport fluvial
Le canal latéral à la Garonne ne sert plus aujourd'hui qu'au tourisme fluvial et de nombreux bateaux de plaisances l'empruntent. Agen dispose d'un port au pied du coteau de l'Ermitage.

#### Transport autoroutier
L'autoroute A62 reliant Bordeaux à Toulouse traverse l'agglomération qui est desservie par deux sorties. Une première est située sur la commune de Le Passage d'Agen (sortie 7) et une deuxième sur la commune de Saint-Colombe-en-Bruilhois (sortie 6.1) ouverte depuis l'automne 2022.

### Santé
- Hôpital Saint Esprit (Nord d'Agen)
- Clinique Saint Hilaire Esquirol (Agen sud)
- Le Centre Hospitalier Départemental La Candélie

### Lieux, Sites Culturels

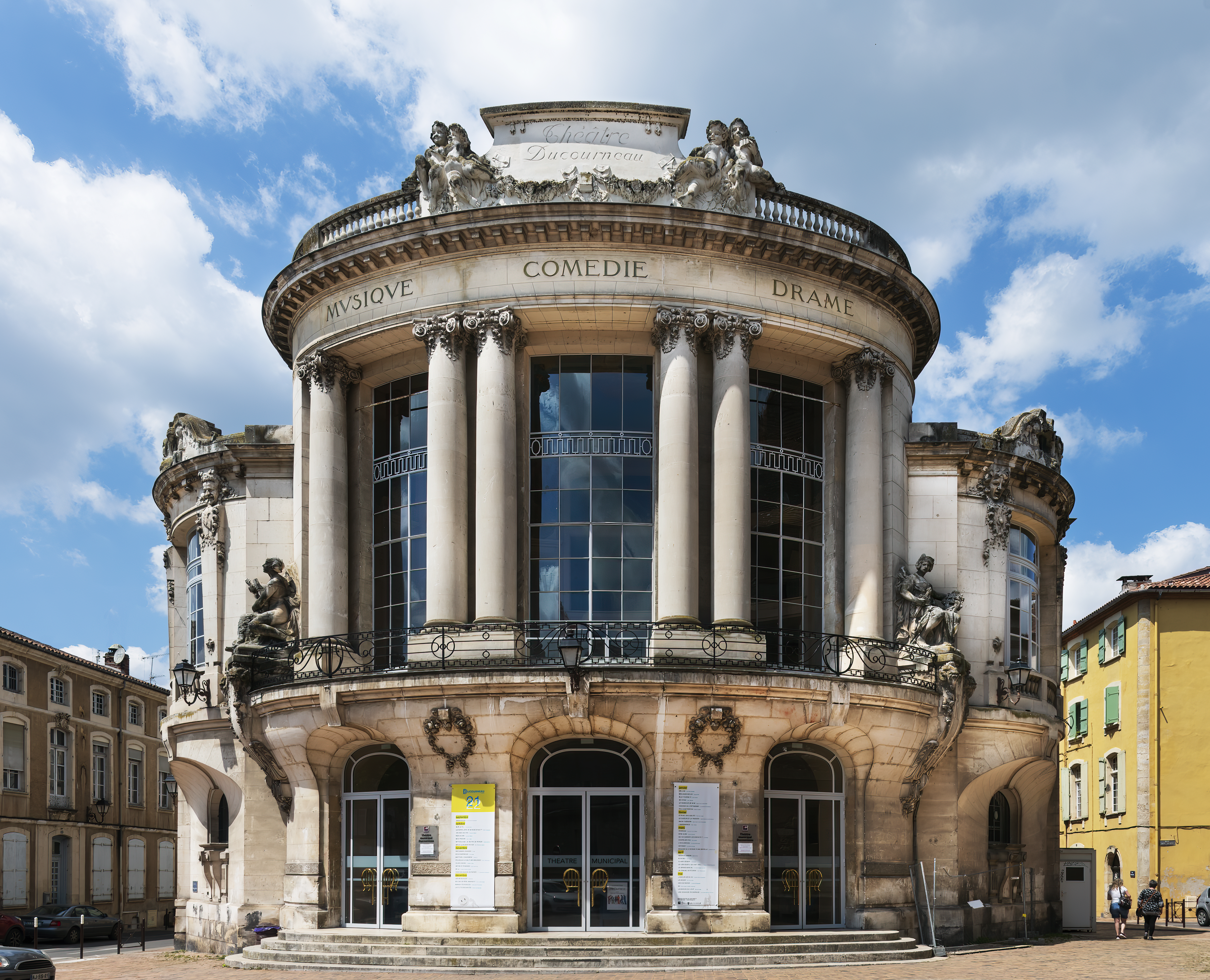

- Agen Expo Congrès (centre des congrès - parc des expositions)
- le Florida Agen (salle de spectacle)
- la Tannerie
- Le Stadium
- Théâtre Ducourneau d'Agen
- Les différents "Centre culturel" et salles des fêtes de l'agglomération

## Administration

### Siège
Le siège de la communauté d'agglomération d'Agen est situé à Agen, au 8, rue André Chénier.

### Les élus
La communauté d'agglomération est gérée par un conseil communautaire composé de 66 membres représentant chacune des communes membres et élus pour une durée de six ans.
Ils sont répartis comme suit :
| Nombre de délégués | Communes               |
| ------------------ | ---------------------- |
| 22                 | Agen                   |
| 6                  | Le Passage             |
| 4                  | Bon-Encontre           |
| 3                  | Boé, Foulayronnes      |
| 2                  | Layrac, Pont-du-Casse  |
| 1 (+1 suppléant)   | les 24 autres communes |

### Présidence
Le conseil communautaire du 30 juillet 2020 a réélu Jean Dionis du Séjour, maire MoDem d'Agen, comme président et désigné 14 vice-présidents, qui sont :
1. Henri Tandonnet, maire de Moirax
2. Francis Garcia, maire du Passage
3. Olivier Grima, maire de Castelculier
4. Patrick Buisson, maire de Bajamont
5. Pascale Luguet, maire de Boé
6. Bruno Dubos, maire de Foulayronnes
7. Pascal de Sermet, maire de Colayrac-Saint-Cirq
8. Laurence Lamy, maire de Bon-Encontre
9. Christian Delbrel, maire de Pont-du-Casse
10. Jean-Marc Gilly, maire d'Estillac
11. Pierre Delouvrié, maire de Saint-Hilaire-de-Lusignan
12. Clémence Brandolin-Robert, premier adjoint au maire d'Agen
13. Rémy Constans, maire de Layrac
14. Joël Ponsolle, maire de Brax

et cinq autres conseillers délégués.
Ils forment ensemble l'exécutif de l'intercommunalité pour le mandat 2020-2026.
| Période          | Période                       | Identité              | Étiquette      | Qualité                |
| ---------------- | ----------------------------- | --------------------- | -------------- | ---------------------- |
| 1er janvier 2013 | En cours (au 30 juillet 2020) | Jean Dionis du Séjour | UDI puis MoDem | Maire d'Agen (2008 → ) |

### Compétences
L'intercommunalité exerce des compétences qui lui sont déléguées par les communes membres. Il s'agit :
- de la production et distribution d'énergie ;
- de l'environnement et du cadre de vie : eau (traitement, adduction, distribution), assainissement collectif et non-collectif, collecte et traitement des déchets des ménages et assimilés, lutte contre les nuisances sonores, qualité de l'air, autres actions environnementales ;
- de l'action sociale ;
- de la politique de la ville : dispositifs contractuels de développement urbain, de développement local et d'insertion économique et sociale ;
- de la prévention de la délinquance : Conseil intercommunal de sécurité et de prévention de la délinquance ;
- du développement et de l'aménagement économique :  création, aménagement, entretien et gestion de zone d'activités industrielle, commerciale, tertiaire, artisanale, touristique, portuaire ou aéroportuaire, action de développement économique ;
- du développement et de l'aménagement social et culturel : construction ou aménagement, entretien, gestion d'équipements ou d'établissements culturels, socioculturels, socio-éducatifs et sportifs ;
- de l'aménagement de l'espace : SCOT, schéma de secteur, PLU, constitution de réserves foncières, organisation des transports urbains et scolaires, plans de déplacement urbain ;
- de la voirie : création, aménagement, entretien, signalisation, parcs de stationnement ;
- du développement touristique ;
- du logement et de l'habitat : programme local de l'habitat, politique du logement social, action en faveur du logement, opération programmée d'amélioration de l'habitat (OPAH), amélioration du parc immobilier bâti d'intérêt communautaire ;
- des infrastructures telles que l'éclairage public ;
- d'autres compétences : infrastructures de télécommunication, TIC, etc.

### Régime fiscal et budget
Le régime fiscal de la communauté d'agglomération est la fiscalité professionnelle unique (FPU).